# TTV World
TTV World (tiếng Trung: 台視國際台; bính âm: Tái shì guójì tái) là một kênh truyền hình do Đài Truyền hình Đài Loan (TTV) điều hành, lên sóng ngày 22 tháng 7 năm 2005, nhưng chỉ phát sóng tại hải ngoại.